# Ervenik Zlatarski (miasto Zlatar)
Ervenik Zlatarski – wieś w Chorwacji, w żupanii krapińsko-zagorskiej, w mieście Zlatar. W 2011 roku liczyła 35 mieszkańców.